# Billy McCaffrey
William Joseph „Billy“ McCaffrey (* 30. Mai 1971 in Waynesboro) ist ein ehemaliger US-amerikanischer Basketballspieler.

## Leben
McCaffrey war bis 1989 Mitglied der Basketballschulmannschaft der Central Catholic High School in Allentown (US-Bundesstaat Pennsylvania). Dort setzte er sich mit 2051 Punkten an die Spitze der ewigen Korbjägerliste. Sein Bruder Ed spielte American Football in der National Football League (NFL).
Er spielte von 1989 bis 1991 unter Trainerkoryphäe Mike Krzyzewski an der Duke University und gewann mit der Mannschaft 1991 den NCAA-Meistertitel. Im Endspiel gegen die University of Kansas erzielte er 16 Punkte. Der 1,93 Meter messende Aufbauspieler war nach Christian Laettner der zweitbeste Korbschütze der Meistermannschaft. Da er eigener Aussage nach das Basketballspielen mehr genießen wollte, entschied sich McCaffrey zum Hochschulwechsel und ging an die Vanderbilt University. Im Spieljahr 1991/92 musste er aufgrund der NCAA-Wechselbestimmungen pausieren, anschließend erzielte er sowohl in der Saison 1992/93 als auch 1993/94 20,6 Punkte pro Spiel für Vanderbilt. Damit war er jeweils bester Korbschütze der Mannschaft. 1993 wurde er als Spieler des Jahres der Southeastern Conference (SEC) ausgezeichnet. Im selben Jahr und 1994 war er zudem „All-American“.
Sein erstes Jahr als Berufsbasketballspieler verbrachte er in Italien, dort spielte er für den Erstligisten Juve Caserta und erzielte in der Saison 1994/95 19 Punkte je Einsatz. Danach zog es McCaffrey nach Australien, er verstärkte dort die Mannschaft South East Melbourne Magic, erzielte im 1996er Spieljahr 17,6 Punkte je Begegnung und gewann mit Melbourne den Meistertitel in der NBL. In der 1997er Sommersaison spielte er in seinem Heimatland bei Philadelphia Power in der United States Basketball League (USBL). McCaffrey stand in der Saison 1997/98 beim deutschen Bundesligisten Ruhr Devils (ehemals TuS Herten) unter Vertrag, Mitte Februar 1998 war die Mannschaft pleite und wurde vom Spielbetrieb zurückgezogen. Im weiteren Verlauf des Jahres 1998 spielte McCaffrey abermals in Australien bei South East Melbourne Magic sowie ab Ende Oktober 1998 bei Connecticut Pride in der US-Liga CBA. Während der Saison 1999/2000 spielte er für die Baltimore Bay Runners in der IBL, ebenfalls in seinem Heimatland.
Ab dem Sommer 2001 arbeitete McCaffrey als Assistenztrainer an der St. Bonaventure University im US-Bundesstaat New York. Als Cheftrainer Jan van Breda Kolff im März 2003 entlassen wurde, übernahm McCaffrey bei St. Bonaventure kurzzeitig die Aufgabe des Cheftrainers. Im Juli 2003 wurde er als Assistenztrainer der University of Maine vorgestellt. Er blieb ein Jahr im Amt. McCaffrey arbeitete in den folgenden Jahren als Trainer auf Schulebene, ab November 2014 war er Assistenztrainer der Basketballmannschaft am Moravian College und später wieder Trainer von Schulmannschaften.